# Idiocera (Idiocera) blanda
Idiocera (Idiocera) blanda is een tweevleugelige uit de familie steltmuggen (Limoniidae). De soort komt voor in het Nearctisch gebied.